# 卡哈马卡大区
卡哈馬卡大區（西班牙語：Departamento de Cajamarca）是秘魯北部的一個大區，北鄰厄瓜多爾，地處亞馬遜平原和安第斯山脈之間。面積33,317.54平方公里。2007年人口1,359,023人。首府卡哈馬卡。
成立於1855年2月11日，下分13省127區。